# Kano og kajak under sommer-OL 2012 – C-1 1000 meter mænd
Skabelon:Kano under sommer-OL 2012
Mændenes C-1 1000 meter under Sommer-OL 2012 fandt sted den 6. og 8. august 2012 på Eton Dorney.

## Resultater

### Heats

#### Heat 1
| Nr. | Atlet            | Nationalitet     | Tid      | Noter |
| --- | ---------------- | ---------------- | -------- | ----- |
| 1   | Mathieu Goubel   | Frankrig (FRA)   | 3:58.122 | Q     |
| 2   | Attila Vajda     | Ungarn (HUN)     | 3:59.853 | Q     |
| 3   | Ilia Shtokalov   | Rusland (RUS)    | 4:04.109 | Q     |
| 4   | Jake Donaghey    | Australien (AUS) | 4:21.928 | Q     |
| 5   | Ndiatte Gueye    | Senegal (SEN)    | 4:33.884 | Q     |
| 6   | Rudolph Williams | Samoa (SAM)      | 4:54.211 |       |

#### Heat 2
| Nr. | Atlet              | Nationalitet   | Tid      | Noter |
| --- | ------------------ | -------------- | -------- | ----- |
| 1   | David Cal          | Spanien (ESP)  | 3:54.590 | Q     |
| 2   | Mark Oldershaw     | Canada (CAN)   | 3:55.211 | Q     |
| 3   | Sebastian Brendel  | Tyskland (GER) | 3:56.469 | Q     |
| 4   | Everardo Cristóbal | Mexico (MEX)   | 3:58.673 | Q     |
| 5   | Piotr Kuleta       | Polen (POL)    | 4:04.889 | Q     |
| 6   | Fortunato Pacavira | Angola (ANG)   | 4:39.723 | Q     |

#### Heat 3
| Nr. | Atlet                | Nationalitet         | Tid      | Noter |
| --- | -------------------- | -------------------- | -------- | ----- |
| 1   | Iosif Chirilă        | Rumænien (ROU)       | 4:05.863 | Q     |
| 2   | Vadim Menkov         | Usbekistan (UZB)     | 4:05.895 | Q     |
| 3   | Aliaksandr Zhukouski | Hviderusland (BLR)   | 4:06.190 | Q     |
| 4   | Alexandr Dyadchuk    | Kasakhstan (KAZ)     | 4:44.175 | Q     |
| 5   | Richard Jefferies    | Storbritannien (GBR) | 4:48.511 | Q     |

### Semifinaler

#### Semifinale 1
| Nr. | Atlet              | Nationalitet     | Tid      | Noter |
| --- | ------------------ | ---------------- | -------- | ----- |
| 1   | Sebastian Brendel  | Tyskland (GER)   | 3:52.122 | Q     |
| 2   | Attila Vajda       | Ungarn (HUN)     | 3:52.365 | Q     |
| 3   | David Cal          | Spanien (ESP)    | 3:52.767 | Q     |
| 4   | Vadim Menkov       | Usbekistan (UZB) | 3:53.257 | Q     |
| 5   | Piotr Kuleta       | Polen (POL)      | 3:53.802 |       |
| 6   | Jake Donaghey      | Australien (AUS) | 4:26.202 |       |
| 7   | Fortunato Pacavira | Angola (ANG)     | 4:43.027 |       |
| 8   | Alexandr Dyadchuk  | Kasakhstan (KAZ) | 4:56.724 |       |

#### Semifinale 2
| Nr. | Atlet                | Nationalitet         | Tid      | Noter |
| --- | -------------------- | -------------------- | -------- | ----- |
| 1   | Mathieu Goubel       | Frankrig (FRA)       | 3:51.811 | Q     |
| 2   | Mark Oldershaw       | Canada (CAN)         | 3:52.197 | Q     |
| 3   | Ilia Shtokalov       | Rusland (RUS)        | 3:53.305 | Q     |
| 4   | Aliaksandr Zhukouski | Hviderusland (BLR)   | 3:54.002 | Q     |
| 5   | Everardo Cristóbal   | Mexico (MEX)         | 3:54.590 |       |
| 6   | Iosif Chirilă        | Rumænien (ROU)       | 4:07.794 |       |
| 7   | Ndiatte Gueye        | Senegal (SEN)        | 4:37.171 |       |
| 8   | Richard Jefferies    | Storbritannien (GBR) | 4:49.874 |       |

### Finaler

#### Finale B
| Nr. | Atlet              | Nationalitet         | Tid      |
| --- | ------------------ | -------------------- | -------- |
| 1   | Piotr Kuleta       | Polen (POL)          | 3:54.414 |
| 2   | Everardo Cristóbal | Mexico (MEX)         | 3:56.118 |
| 3   | Iosif Chirilă      | Rumænien (ROU)       | 3:59.730 |
| 4   | Jake Donaghey      | Australien (AUS)     | 4:22.005 |
| 5   | Ndiatte Gueye      | Senegal (SEN)        | 4:32.251 |
| 6   | Fortunato Pacavira | Angola (ANG)         | 4:35.017 |
| 7   | Richard Jefferies  | Storbritannien (GBR) |          |
| 8   | Alexandr Dyadchuk  | Kasakhstan (KAZ)     | 4:55.737 |

#### Finale A
| Nr.    | Atlet                | Nationalitet       | Tid      |
| ------ | -------------------- | ------------------ | -------- |
| Guld   | Sebastian Brendel    | Tyskland (GER)     | 3:47.176 |
| Sølv   | David Cal            | Spanien (ESP)      | 3:48.053 |
| Bronze | Mark Oldershaw       | Canada (CAN)       | 3:48.502 |
| 4      | Vadim Menkov         | Usbekistan (UZB)   | 3:49.255 |
| 5      | Mathieu Goubel       | Frankrig (FRA)     | 3:50.758 |
| 6      | Attila Vajda         | Ungarn (HUN)       | 3:50.926 |
| 7      | Aliaksandr Zhukouski | Hviderusland (BLR) | 3:51.166 |
| 8      | Ilia Shtokalov       | Rusland (RUS)      | 3:51.535 |